# Пйотр Чаховський
Пйотр Чаховський (пол. Piotr Czachowski; нар. 7 листопада 1966, Варшава, Польща) — польський футболіст та тренер, виступав на позиції захисника. Наразі допомагає тренувати КС «Пясечно».

## Клубна кар'єра
Вихованець клубу «Окенце» (Варшава). У 1985 році перейшов до «Сталі» (Мелець), у футболці якої дебютував наступного року. За команду відіграв 115 матчів, відзначився 2-а голами. У сезоні 1990/91 років перейшов до варшавської «Легії», будучи гравцем якої 1991 року отримав звання «Футболіст року» (за версією видання «Пілка Ножна»). Наступний сезон відіграв у «Заглемб'є» (Любін). Після цього виїхав до Італії, де з 1992 по 1993 рік разом зі своїм співвітчизником Мареком Козьмінським виступав в «Удінезе». У футболці італійського клубу зіграв 11 матчів. Проте, на відміну від Козьмінського, який виступав у «Уді» протягом 5 сезонів, вже незабаром повернувся до Польщі, де знову став гравцем «Легії». Разом зі столичною командою в 1994 році виграв чемпіонат Польщі. Після цього виїхав до Шотландії, де виступав у «Данді». У 1995 році повернувся до Польщі, виступав у ЛКС (Лодзь), «Алюмініум» (Конін) та «Окенце» (Варшава). Кар'єру футболіста завершив 2004 року у футболці КС «Пясечно».

## Кар'єра в збірній
У 1982 році виступав в юнацькій збірній Польщі.
У головній збірній країни дебютував 23 серпня 1989 року в поєдинку проти СРСР (1:1). У цьому матчі на тренерському містку поляків дебютував Анджей Стреляу, а також інший гравець — Вальдемар Прусик. Востаннє футболку національної збірної Пйотр одягнув 13 жовтня 1993 року в нічийному (3:3) поєдинку кваліфікації чемпіонату світу проти збірної Норвегії. В складі польської «кадри» зіграв 45 матчів та відзначився 1 голом.
| Голи за збірну | Голи за збірну | Голи за збірну | Голи за збірну    | Голи за збірну | Голи за збірну | Голи за збірну | Голи за збірну  |
| #              | Дата           | Місце          | Матч              | Гол            | Рахунок        | Результат      | Змагання        |
| -------------- | -------------- | -------------- | ----------------- | -------------- | -------------- | -------------- | --------------- |
| 1              | 16/10/1991     | Познань        | Польща – Ірландія | 54'            | 1 – 1          | 3 – 3          | кваліфікація ЧЄ |

## Досягнення

### Індивідуальні
- Футболіст року в Польщі (1): 1991